# Höckendorf (Klingenberg)
Höckendorf – dzielnica gminy Klingenberg w Niemczech, w kraju związkowym Saksonia, w powiecie Sächsische Schweiz-Osterzgebirge, we wspólnocie administracyjnej Klingenberg. Do 29 lutego 2012 należała do okręgu administracyjnego Drezno. Do 30 grudnia 2012 samodzielna gmina, która dzień później połączona została z gminą Pretzschendorf tworząc nową gminę Klingenberg.

## Współpraca
Miejscowość partnerska:
- Langenargen, Badenia-Wirtembergia